# Спеціальна ортогональна група
Спеціальна ортогональна група  — група дійсних ортогональних матриць розміру {\displaystyle n\times n} з визначником рівним 1. Служить групою обертань {\displaystyle n}-вимірного арифметичного дійсного простору.
Зазвичай позначається {\displaystyle \mathrm {SO} (n)}.

## Властивості
З означення випливає, що спеціальна ортогональна група {\displaystyle \mathrm {SO} (n)} є підгрупою ортогональної групи {\displaystyle \mathrm {O} (n)}. Обидві ці групи є групами Лі. В групі {\displaystyle \mathrm {O} (n)} спеціальна ортогональна група {\displaystyle \mathrm {SO} (n)} є компонентою зв'язності одиниці.
Група обертань в механіці — {\displaystyle \mathrm {SO} (3)}, спеціальна ортогональна група тривимірного арифметичного дійсного простору.